# Jason Robertson
Jason Robertson (ur. 22 lipca 1999 w Arcadia, Kalifornia, USA) – hokeista amerykański, gracz ligi NHL, reprezentant Stanów Zjednoczonych.

## Kariera klubowa
- Kingston Frontenacs (2015-3.05.2018)
- Dallas Stars (3.05.2018 -
  -  Kingston Frontenacs (3.05.2018-20.11.2018)
  -  Niagara IceDogs (20.11.2018 - 2019)
  -  Texas Stars (2019-2020)

## Kariera reprezentacyjna
- Reprezentant USA na  MŚJ U-20 w 2019
- Reprezentant USA na MŚ w 2021

## Sukcesy
Reprezentacyjne
- Srebrny medal z reprezentacją USA na  MŚJ U-20 w 2019
- Brązowy medal mistrzostw świata: 2021

Indywidualne
- Występ w Meczu Gwiazd NHL w sezonie  2022-2023